# 沈宗濂

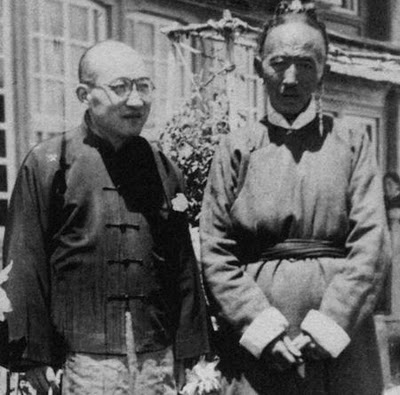
沈宗濂（左）、索康·旺钦格勒（右）

沈宗濂（1898年—1978年），浙江吴兴人，中华民国政治人物。

## 生平
沈宗濂早年毕业于清华学校，后留学美国，在哈佛大学获经济学硕士。后来进入国民政府外交部任职。郭泰祺任国民政府外交部部长时，沈宗濂任其手下的总务司司长。在外交部期间，曾经随特使戴季陶出访缅甸及印度，后来戴季陶曾向蒋介石称赞沈宗濂。1941年末，沈宗濂调入国民政府军事委员会委员长侍从室第四组任秘书。此后，他研究各类问题，为蒋介石出谋划策，曾经建议蒋介石择机加强同西藏的关系。他还曾任国防最高委员会参事、国民政府军事委员会委员长侍从室参事。
1943年10月，沈宗濂被蒋介石派任为国民政府蒙藏委员会驻藏办事处处长，接替孔庆宗。1944年8月8日，沈宗濂抵达拉萨。此后，他大量宴请拉萨的僧俗官员及外国使节，并定期布施拉萨藏传佛教三大寺、上密院、下密院僧众。1945年8月15日，他在拉萨举办了庆祝抗日战争胜利宴会。这些活动密切了同拉萨僧俗的关系，使中国在同英国在西藏的竞争中未败下阵来。
任内，他向蒋介石提交了一份建议书，提出消除刘文辉割据西康省的局面，并将西康省并入四川省；派中央大员（如吴忠信）率军驻成都、西昌、康定一带，靠该部队加速修筑康藏公路；利用蒋介石访问英属印度的影响，在联合国支持印度独立，并同印度国大党定下君子协定，令其承认西藏是中国领土的一部分。但由于蒋介石忙于中国内地的政争，无暇顾及西藏，采维持现状的态度，沈宗濂遂萌生去意。
西藏噶厦为了推动西藏独立，派出“慰问同盟国代表团”（团长扎萨绒伯伦·土登桑培，副团长扎萨凯墨·索朗旺堆，成员有凯墨·次旺顿珠、强俄巴·多吉欧珠及一名翻译），赴中华民国、英国、美国活动。由于国民政府决定1945年召开国民大会，并通过驻藏办事处通知噶厦，噶厦企图趁机提升西藏地位，乃加派代表（包括达赖喇嘛驻南京办事处处长曾淳土丹参列，新任处长堪穷土丹桑布，曾淳土丹次旦，强巴阿旺及一名翻译）参加该团，准备赴南京参加国民大会。噶厦还召开西藏民众大会，制订了《西藏全体僧俗民众会议报告书》，内容包括西藏一直是独立国家，中国和西藏一直是施主与福田（受施者）的关系，中国应将过去以武力方式夺去的安多、康區等地交还西藏，西藏受到入侵时可依据过去同中国形成的檀越关系请求中国出兵援助等等。噶厦让代表团携带该报告书赴南京，希望获得国民政府的批准。代表团此行在印度受到了英国方面官员的极力阻挠。代表团遂求助蒙藏委员会驻藏办事处。经过沈宗濂的多方安排，1946年4月7日，代表团在沈宗濂的陪同下飞抵南京庆祝抗日战争胜利，并准备参加制宪国民大会。
1946年11月15日，制宪国民大会开幕，但代表团向蒙藏委员会呈交的《西藏全体僧俗民众会议报告书》还未获得回复，代表团遂决定按照出发前噶厦的指示，未领取制宪国民大会代表证，声称只是奉达赖喇嘛之命前来参观。国民政府派白崇禧召代表团谈话。随后，代表团发电报请示噶厦，获噶厦准许，乃以代表身份参加制宪国民大会。此次大会通过了《中华民国宪法》，其中明定西藏为中国之一部分的地位。藏方则既未能提升西藏地位，又未能扩大地盘，而且还因为派代表参加制宪国民大会并通过《中华民国宪法》，从而使国民政府方面更有依据说明西藏是中国的一部分。蒙藏委员会驻藏办事处处长沈宗濂对此作出了宝贵的贡献。
在南京期间，沈宗濂托陈布雷向蒋介石表达的辞职之意，获蒋介石同意其先请假养病。1947年，沈宗濂被上海市市长吴国桢任命为上海市政府秘书长。任职时间为1947年11月1日至1949年5月14日。
1949年，西藏噶厦发动“第二次驅漢事件”后，沈宗濂筹集资金前往印度，交由时任蒙藏委员会驻藏办事处处长陈锡章发放，以解决拖欠驻藏工作人员的工资等问题，使这些人顺利回到中国内地。
后来，沈宗濂迁居美国，同早已迁居美国的妻子和儿子团聚。1953年，美国斯坦福大学出版社出版了他和柳陞祺合著的《西藏与西藏人》（Tibet and the Tibetans）一书。
1978年，沈宗濂逝世。